# Microgaster breviterebrae
Microgaster breviterebrae är en stekelart som beskrevs av Xu och He 2003. Microgaster breviterebrae ingår i släktet Microgaster och familjen bracksteklar. Inga underarter finns listade i Catalogue of Life.